# Герб Маяків
Герб Маякі́в — неофіційний символ села Маяки Одеського району. Герб є промовистим.
На чорному полі на двох зелених горах два золотих маяки, що вивергають золоте ж полум'я. У вільній частині — герб Херсонської губернії. Щит увінчаний срібною міською короною з трьома вежками та обрамований двома золотими колосками, оповитими Олександрівською стрічкою. Затверджений не був.
Автор — Б.Кене.